# Khami
Khami ist eine Ruinenstätte im Südwesten Simbabwes, 22 Kilometer westlich von Bulawayo am westlichen Ufer des Khami-Flusses. Mit einer Fläche von 108 Hektar ist es das zweitgrößte Steinbauwerk Simbabwes und erstreckt sich über etwa zwei Kilometer von der Passage Ruin bis zur North Ruin.

## Geschichte
Der Ort entstand um 1450, als Groß-Simbabwe, das alte Machtzentrum des Munhumutapa-Reiches, verlassen wurde und sich dessen Schwerpunkt nach Norden in die Umgebung des Mazowetals verlagerte. Khami wurde zur Hauptstadt der Torwa-Dynastie, die aus dem Zerfall des Groß-Simbabwe-Königreichs hervorging und mit dem Mutapa-Staat konkurrierte. Die Torwa-Dynastie herrschte von etwa 1450 bis 1683 über das Butua-Königreich in der südwestlichen Region des heutigen Simbabwe.
Im 17. Jahrhundert verlagerte sich das Zentrum des Torwa-Staates ostwärts in das 80 km entfernte Danangombe. Um 1680 ging die Macht an die Changamire-Dynastie über, die das Rozvi-Reich gründete und bis in die 1830er Jahre regierte. Das Ende der Besiedlung von Khami kam mit den Ndebele-Einfällen des 19. Jahrhunderts unter König Mzilikazi.

## Architektur und Bauweise
Die heutigen Überreste des Ortes bestehen aus einem komplexen System von Plattformen mit Trockenmauern aus Granit. Der Palastkomplex des Herrschers (Mambo) war auf dem Hill Ruin im Norden der Anlage platziert, mit angrenzenden Anbauterrassen. Die Bevölkerung lebte in Lehmhütten (daga), die von einer Serie von Granitmauern umgeben waren.
Khami führte wichtige architektonische Innovationen ein, die es von Groß-Simbabwe unterscheiden. Erstmals in der Baugeschichte der Subregion kamen Stützmauern (revetments) zum Einsatz, verbunden mit aufwendigen dekorativen Elementen. Die Anlage besitzt die längste dekorierte Steinmauer der gesamten Subregion.

## Archäologische Funde und Handelskontakte
Khami war ein bedeutendes Handelszentrum mit weitreichenden internationalen Verbindungen. Archäologische Funde belegen den Handel mit Europa, Nordafrika und China. Zu den wichtigsten Funden gehören:
- Ming-Porzellan aus der Wan-Li-Zeit (1573–1620)
- Rheinländisches Steinzeug aus dem 16. Jahrhundert
- Spanisches Silbergeschirr aus dem 17. Jahrhundert
- Portugiesische Nachahmungen chinesischen Porzellans aus dem 17. Jahrhundert
- Ein monumentales Granitkreuz, das den Kontakt mit Missionaren belegt

Diese Artefakte, von denen viele im Naturhistorischen Museum in Bulawayo ausgestellt sind, zeigen, dass Khami über die Swahili-Häfen der ostafrikanischen Küste mit der weiteren Welt verbunden war.

## UNESCO-Welterbe
Der Ort wurde 1986 zum Weltkulturerbe der UNESCO erklärt. Die Anerkennung erfolgte aufgrund der Kriterien (iii) als außergewöhnliches Zeugnis einer untergegangenen Kulturtradition und (iv) als herausragendes Beispiel eines Gebäudetyps und architektonischen Ensembles, das eine bedeutsame Geschichtsperiode veranschaulicht.
Khami ist historisch bedeutsam als Verbindungsglied zwischen der Geschichte von Groß-Simbabwe und der späteren Simbabwe-Periode. Es ist eine der wenigen archäologischen Stätten, die nicht von Schatzsuchern zerstört wurden, wodurch die ungestörte Stratigraphie wissenschaftlich wertvoll für das Verständnis der Geschichte des Landes ist.

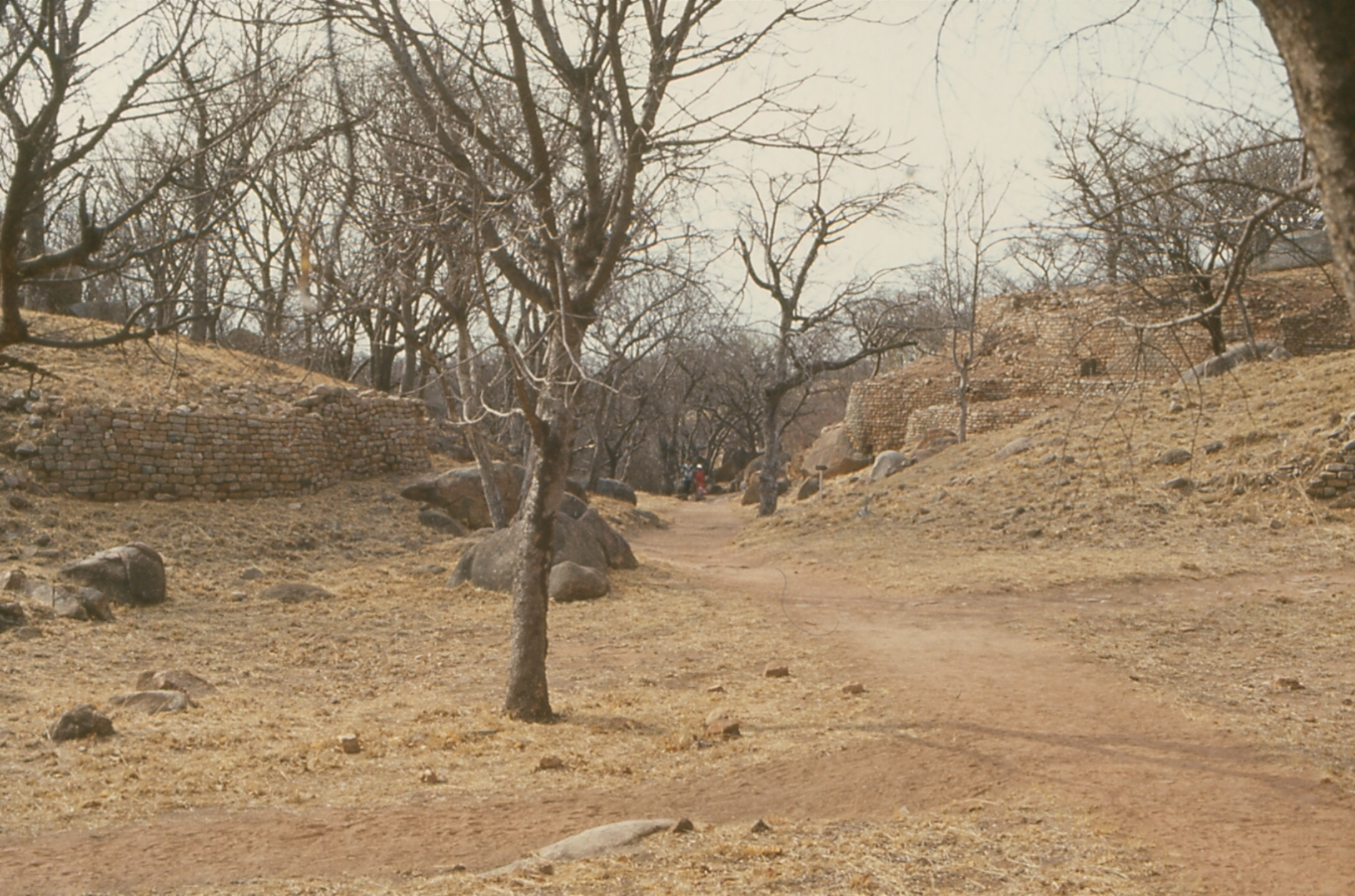
Khami: „Straße“
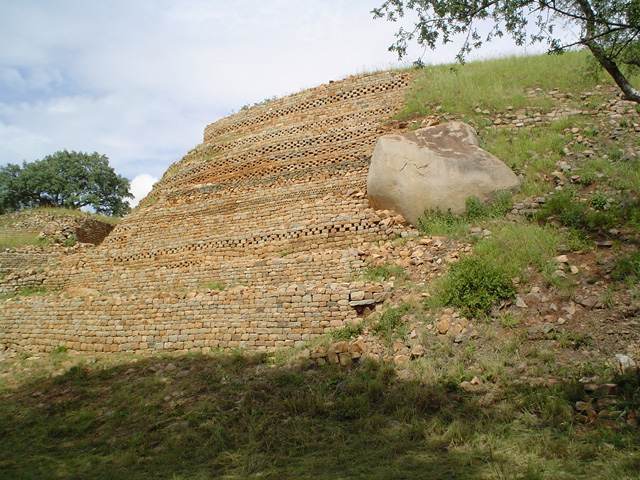
Khami: Stützmauer mit Steinornamenten